# GEWOBAG-Siedlung (Dresden)

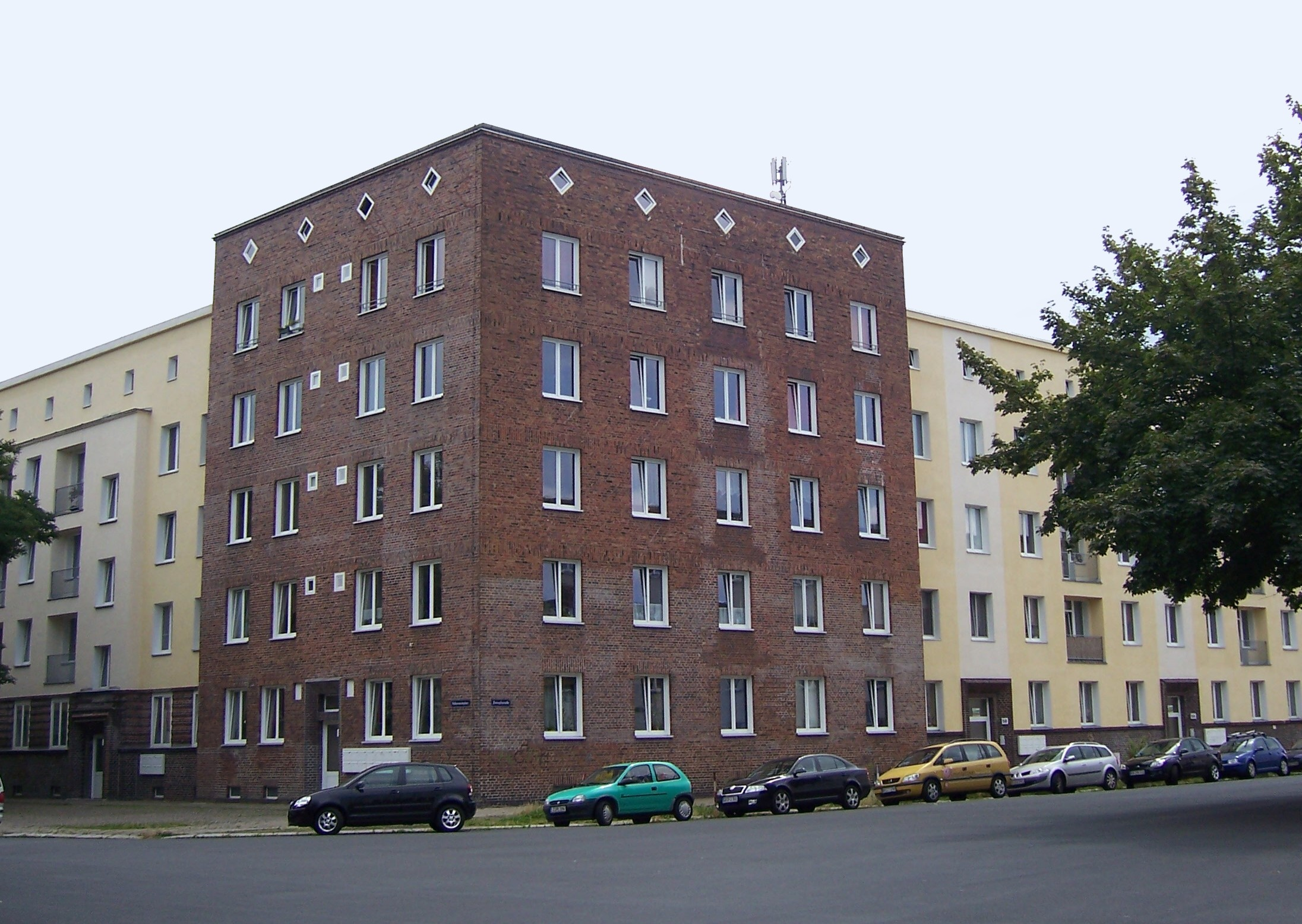
Haus der GEWOBAG-Siedlung am Falkensteinplatz

Die  GEWOBAG-Siedlung ist eine heute zu Teilen unter Denkmalschutz stehende Siedlung am Falkensteinplatz, an der Zwinglistraße und der Haenel-Clauß-Straße im Dresdner Stadtteil Gruna. Die Siedlung entstand im nördlichen Teil der Grunaer Flur, nachdem bereits ab 1924 die Siedlung des Spar- und Bauvereins östlich des Landgrabens errichtet wurde.

## Geschichte der Siedlung

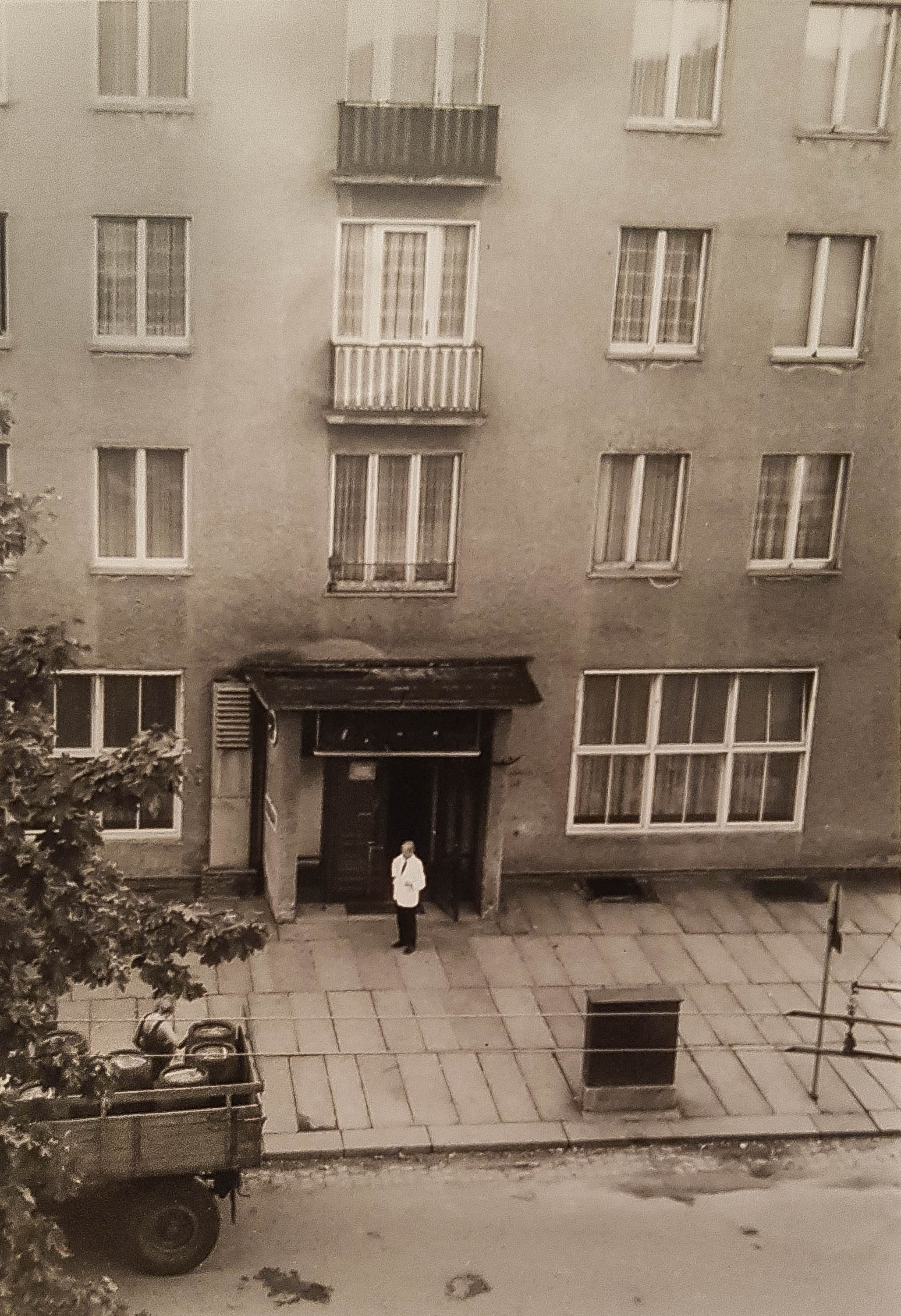
Wohngebietsgaststätte Aktivist (September 1975)

Die nach einheitlichem Konzept von Erich Hempel in den Jahren 1925 bis 1928 im Auftrag der gemeinnützigen Wohnungsbaugenossenschaft GEWOBAG errichtete Siedlung sollte vorrangig kleine, preiswerte Wohnungen für ärmere Familien enthalten. Bei ihrer Gestaltung wurde auf Ideen des Bauhauses zurückgegriffen. Die Gebäude sind „sachlich und funktional“ strukturiert und wurden mit „zurückhaltend expressionistischen Elementen“, wie „Dreiecksbalkone[n], plastisch gestufte[n] Klinkertürrahmungen und Klinkerbänder[n] im Sockelbereich bzw. rautenförmige[n] Bodenfenster[n]“ versehen.
Teile dieser Anlage wurden 1945 beim Luftangriff auf Dresden beschädigt. Der dennoch gute Bauzustand der Häuser und ein günstiger Grundriss ermöglichten eine schnelle Wiederherstellung, so dass bereits 1949 die ersten Wohnungen, bevorzugt an „verdienstvolle Aktivisten des Wiederaufbaus“, übergeben werden konnten. Die Wohngebietsgaststätte im Eckhaus zur Schneebergstraße trug noch bis 1990 den Namen „Aktivist“.

## Anmerkung
GEWOBAG steht für Gemeinnützige Wohnung- und Heimstätten-Gesellschaft für Arbeiter, Angestellte und Beamte m.b.H.